# الجملتان المعربة وغير المعربة
الجملتان المعربة وغير المعربة لعل التقسيم الأكثر تداولا للجملة في الدراسات النحوية بعد تقسيمها إلى جملة اسمية وجملة فعلية هو هذا التقسيم، حيث تقسّم الجملة إلى: جملة لها موقع إعرابي، وجملة ليس لها موقع إعرابي. كما قسّم ابن هشام الأنصاري الجملة إلى ثلاثة تقسيمات:
- اسميّة وفعليّة وظرفيّة.
- كبرى وصغرى.
- جمل لها محل من الإعراب وجمل ليس لها محل من الإعراب.

## تعريفها في المصادر النحوية
الجمل التي لا محل لها من الإعراب هي: الجمل التي لا يقع المفرد موقعها أو إنها لا تقع موقع المفرد. أما الجمل التي لها محل من الإعراب هي: التي تكون واقعة موقع المفردات وليست النسب التي بين أجزائها مقصودة بالذات.

### الجمل التي لا محل لها من الإعراب
تم حصرها في سبع جمل، هي:
1. الواقعة جوابا لقسم. مثال: قوله تعالى: (فوربّ السماء والأرض إنّه لحقّ).
2. الواقعة صلة لموصول. مثال: رأيت الذي نجح أخوه.
3. الواقعة جوابا لشرط غير جازم. مثال: إذا، لو، لوما، أو جازم غير مقرونة بالفاء أو إذا. مثال: إذا جاء محمد فأعطه الكتاب.
4. الواقعة في ابتداء الكلام. مثال: الفلاح في الجدّ.
5. المفسرة. مثال: قوله تعالى: (فأوحينا إليه أنِ اصنع الفلك).
6. المعترضة، وهي الفاصلة بين متلازمين. مثال: قوله تعالى: (وإنّه لقسم لو تعلمون عظيم).
7. التابعة لجملة لا محل لها من الإعراب. مثال: إذا اجتهد سليم نجح وسبق أقرانه.

### الجمل التي لها محل من الإعراب
تم حصرها في سبع جمل، هي:
1. الواقعة خبرا عن مبتدأ، أو عن (إنّ) وأخواتها. مثال: الشجرة أوراقها مخضرّة، إنّ الكتاب ألفاظه عذبة.
2. الواقعة مبتدأ. مثال: من الواجب عليك أن تبرّ والديك.
3. الواقعة حالا. مثال: جئت والشمس مشرقة.
4. الواقعة مفعولا. مثال: علمت أن الله قادر.
5. الواقعة مضافا إليها. مثال: قوله تعالى: (قال الله هذا يوم ينفع الصادقين صدقهم).
6. الواقعة جوابا لشرط جازم إذا أقرنت بالفاء أو إذا الفجائية. مثال: قوله تعالى: (وإن تجهر بالقول فإنّه يعلم السرّ وأخفى)، (وإن تصبهم سيئة بما قدّمت أيديهم إذا هم يقنطون).
7. التابعة لجملة قبلها لها محل من الإعراب. مثال: شوقي ينظم وينثر.

### الجمل المختلف في إعرابها
هناك أنواع من الجمل لم يتّفق النحاة على إعرابه، وهي ما سمّاه الأستاذ إبراهيم الحندود: (الجمل المختلف في إعرابها)، وهي كالتالي:
1. الجملة المعلّقة.
2. جملة الفاعل أو نائب الفاعل ومحلهما الإعرابي.
3. الجملة الواقعة بعد (مذ) و(منذ).
4. الجملة الواقعة بعد (بينما) و(بينا).
5. الجملة الواقعة بعد (إذ) الشرطية.
6. الجملة الواقعة في الاستثناء بالفعل.
7. الجملة التفسيريّة.
8. الجملة الواقعة بعد (آية)، بمعنى علامة.
9. الجملة الواقعة بعد (ذي).
10. الجملة الواقعة بعد (حتى) الابتدائية.
11. الجملة الواقعة بعد (لما).